# Joycelyn Elders
Minnie Joycelyn Elders, ursprungligen Minnie Lee Jones, född 13 augusti 1933 i Schaal i Howard County, Arkansas, är en amerikansk barnläkare och tidigare administratör inom allmänsjukvården. Åren 1993–1994 tjänstgjorde hon som USA:s statliga hälsovårdschef. Som viceamiral inom USA:s militära allmänhälsovård var hon den andra kvinnan, den andra färgade personen och den första afroamerikanen som tjänstgjorde som hälsovårdschef.
Elders är mest känd för sina öppna åsikter om kontroversiella ämnen som onani, distribution av preventivmedel i skolorna  samt legalisering av droger. I december 1994 tvingades hon avgå från sin post till följd av en uppflammande debatt baserad på hennes åsikter. Hon är numera professor emerita i pediatrik vid University of Arkansas for Medical Sciences (UAMS).

## Biografi

### Uppväxt och studier
Elders föddes och växte upp i Arkansas som dotter i en fattig arrendatorsfamilj. Hon var äldst i en syskonskara av åtta barn och fick toppbetyg i skolan. Familjen tillbringade även två år nära ett militärt varv i Richmond i Kalifornien, innan hon återvände till skolan.
I college ändrade hon sina förnamn till Minnie Joycelyn Lee. 1952 avlade hon Bachelor of science-examen i biologi vid Philander Smith College i Little Rock. Hon var en tid gift med den statsanställde Cornelius Reynolds och senare omgift med basketbollcoachen Oliver Elders. Efter att en tid ha arbetat som undersköterska vid en hälsovårdsklinik för amerikanska krigsveteraner i Milwaukee sökte hon 1953 till USA:s armé; inledningsvis var hon vicelöjtnant. Under sina tre år i armén gick hon en utbildning till fysioterapeut.
Därefter studerade hon vid University of Arkansas Medical School (UAMS), där hon 1960 avlade medicine doktorsexamen. Efter att ha avslutat en praktikperiod på sjukhuset vid University of Minnesota och allmäntjänstgöring vid UAMS avlade hon 1967 Master of science-examen i biokemi.

### Hälsovårdschef i Arkansas
1987 utnämnde dåvarande guvernören Bill Clinton Elders till chef för Arkansas delstatliga hälsovårdsdepartement som den första afroamerikanska kvinnan. Bland hennes större meriter från denna tjänstgöring finns reducerandet av antalet tonårsgraviditeter genom ett större tillgängliggörande av preventivmedel, preventivmedelsrådgivning och sexualupplysning vid skolkliniker i delstaten. Mellan 1988 och 1992 skedde en tiofaldig ökning av antalet hälsoundersökningar för mindre barn, en 24-procentig ökning av smittskyddsvaccinering för tvååringar, en ökad tillgänglighet av tester och rådgivning för HIV, bröstcancerundersökningar och bättre hospisvård.
Hon arbetade också hårt för att lyfta fram värdet av sexualupplysning och renlighet liksom åtgärder för att förhindra drogmissbruk i de delstatliga skolorna. 1992 utnämndes hon till ordförande för Association of State and Territorial Health Officers.

### Erfarenhet av rasism
Elders ansåg att motståndet mot hennes utnämning till hälsovårdschef var präglat av sexism och rasism. "Några i American Medical Association, en viss grupp inom organisationen, visste inte ens att jag var läkare. De drev igenom en resolution som sa att varje hälsovårdschef hädanefter behöver vara läkare – en åtgärd som var riktad mot mig. /…/ De förväntade sig inte att en svart kvinna skulle ha åstadkommit vad jag gjort".
Vid en intervju tilfrågades Elders om huruvida hon höll med Shirley Chisholm, som ansåg sig vara mer förtryckt som kvinna än som afroamerikan. Hennes svar löd: "Jag är den jag är eftersom jag är en svart kvinna". Elders fungerade som en röst för den afroamerikanska miljön i diskussionen om fattigdom och dess roll för tonårsgraviditeter – ett stort problem inom folkgruppen. Enligt Elders var fattiga afroamerikanska tonårsmödrar "fångna i ett slaveri som det 13:e tillägget inte förutsett", något som var en viktig orsak till hennes starka engagemang i frågor om sexualundervisning i allmänna skolor.

### Synen på sexualundervisning
Som endokrinolog var Elders särskilt bekymrad över unga kvinnor med diabetes som blir gravida. Hos dessa finns det en hög risk för missfall eller att fostret utvecklar fosterskador. För att förhindra detta talade hon tydligt om för sina patienter de olika riskerna under den tidiga graviditeten och betydelsen av att använda preventivmedel, liksom att trygga utövandet av sin sexualitet ända från puberteten. Av de cirka 260 unga diabetessjuka kvinnor som hon behandlade blev endast en gravid.
Elders var stark förespråkare för sexualundervisning och inte minst inom afroamerikanska grupper. Hon kritiserade vissa äldre läroböcker som sade att endast vita kvinnor hade naturligt regelbunden mens, eftersom vita kvinnor nyttjade preventivmedel för att få sin mens under kontroll. Svarta kvinnor använde mer sällan preventivmedel, eftersom deras präster "stod där uppe i predikstolen och förklarade att P-piller innebar folkmord på de svarta." Hon var öppen med sina starka åsikter omkring svarta män som utnyttjade svarta kvinnor och som tog ifrån dem deras egna val i ämnet, eftersom den som inte har makten över sin fortplantning enligt Elders  inte har makten över sitt liv".

### USA:s hälsovårdschef
Elders tjänstgjorde från 1967 som lektor i pediatrik vid UAMS. Hon befordrades 1971 till docent och 1976 till professor. Hennes forskningsintressen låg inom det endokrinologiska fältet, och hon blev 1978 certifierad som pediatrisk endokrinolog – den första personen i delstaten med den titeln. 2002 mottog hon en Doctor of science-titel vid Bates College.
I januari 1993 utnämnde Bill Clinton henne till USA:s hälsovårdschef som den första afroamerikanen och den andra kvinnan (efter Antonia Novello) på den positionen. I samband med utnämnandet svarade Elders på kritik rörande en incident, där hon beslutat att inte låta meddela allmänheten att kondomer som hennes delstatsdepartement distribuerat i Arkansas befunnits vara behäftade med brister. I det här fallet fallerade kondomerna tio gånger oftare än säkerhetsnormen tillät. Elders sa att "Jag vet inte" om beslutet var korrekt, men vid tidpunkten ansåg hon att ett offentliggörande skulle leda till att allmänheten skulle kunnat förlora tilltron till kondomer som verktyg för barnbegränsning. Detta senare skulle enligt henne ha varit en mycket värre effekt.
Utnämnandet av Elders sågs som kontroversiellt, även mot bakgrund av att hon var en stark förespråkare för Clintons hälsovårdsplan. Utnämningen av henne skedde därför inte förrän 7 september 1993, över ett halvår in i Clintons presidentperiod. Som hälsovårdschef kom Elders tidigt att bli förknippad med olika kontroverser. Hon argumenterade för möjligheten att låta legalisera psykoaktiva droger och stödde distribution av preventivmedel i skolorna. Clinton stöttade Elders i hennes beslut och menade att hon var missförstådd.

#### Narkotikapolitik
Elders drog på sig kritik både utom och inom Clinton-administrationen, när hon antydde att en legalisering av (vissa) narkotika skulle kunna hjälpa till att minska brottsligheten och att idén borde undersökas närmare. Den 15 december 1993, cirka en vecka efter detta uttalande, åtalades hennes son Kevin för att ha sålt kokain. Rättsfallet hade sin bakgrund i en incident fyra månader tidigare, där civilklädda poliser var inblandade. Elders ansåg att incidenten var del av en uttänkt plan och att tidpunkten för åtalet syftade till att skämma ut henne och presidenten.
Kevin Elders befanns senare skyldig till anklagelserna och dömdes till tio års fängelse; han satt dock endast av fyra månader. Han överklagade till Arkansas högsta domstol, som slutligen fastställde domen. Rätten ansåg att Elders misslyckats med att visa att han varit offer för en olaglig brottsprovokation att sälja narkotika.

#### Åsikter om abort och onani
I samband med diskussioner omkring abort sa Elders i januari 1994: "Vi måste växa ifrån vår kärleksaffär med fostret och istället börja bry oss om barn."
Senare på året bjöds hon in att tala vid en FN-konferens om aids under Världsaidsdagen. Hon tillfrågades om huruvida det var tillrådligt att rekommendera onani som ett hjälpmedel för att förhindra ungdomar att ägna sig åt mer riskfyllda sexuella aktiviteter. Elders svar löd: "Vad gäller din specifika fråga om onani, anser jag att den är del av den mänskliga sexualiteten och något som kanske borde läras ut. Men vi har inte ens lärt våra barn själva grunderna. Det känns som att vi så länge ägnat oss åt okunskap att utbildning nog kunde vara på tiden."

#### Avgång
Elders' kommentarer om onani resulterade i en omfattande debatt och att hon förlorade sitt tidigare stöd i Vita huset. Clintons stabschef Leon Panetta uttryckte saken som "Det har varit för många områden där Presidenten inte håller med henne. Så nu är måttet rågat." I december 1994 tvingade Clinton Elders att avgå från sin post.

### Senare aktiviteter

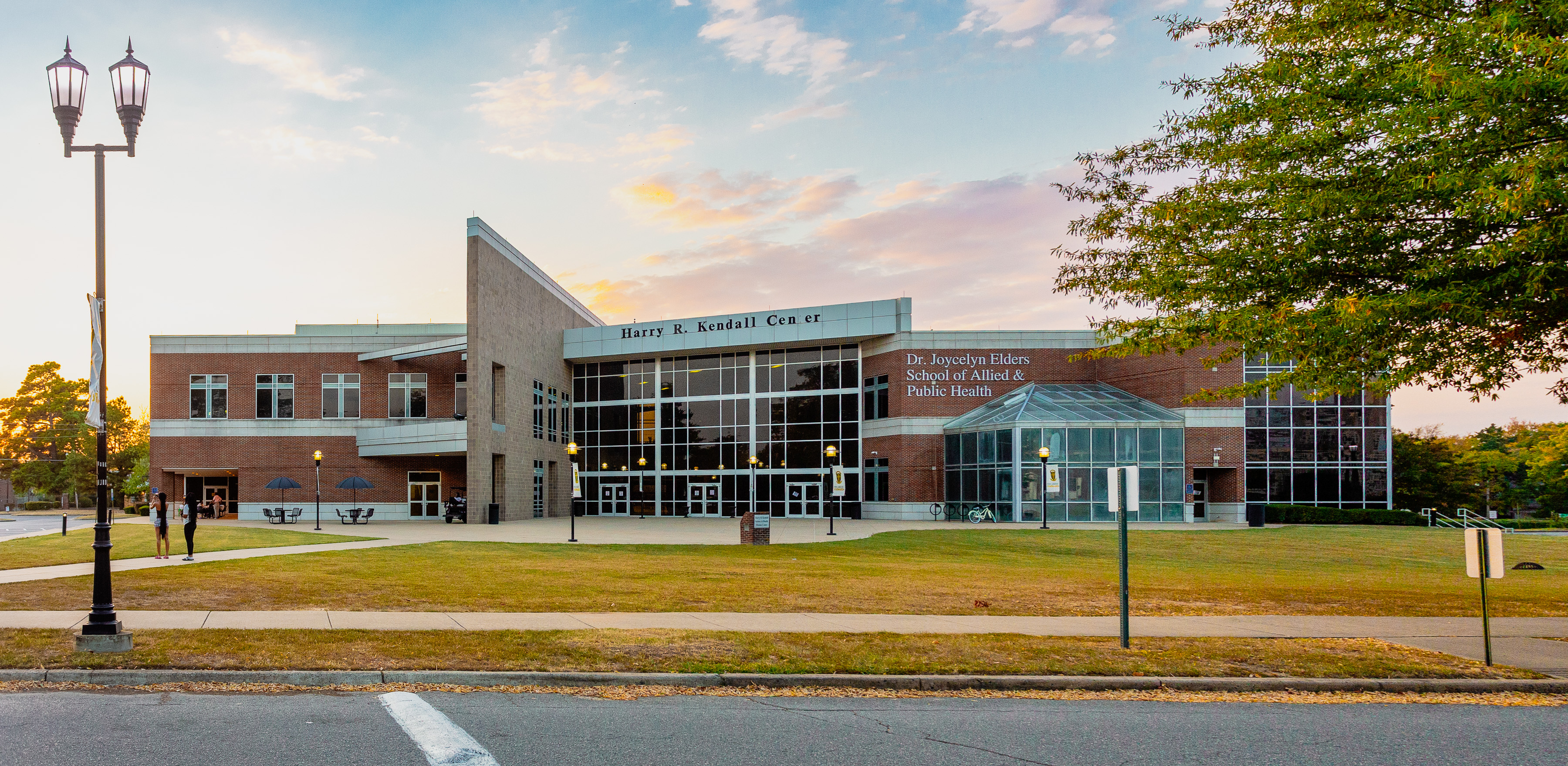
The Dr. Joycelyn Elders School of Allied and Public Health vid Philander Smith College.

Efter att Elders lämnat sin post som hälsovårdschef återvände hon till UAMS som professor i pediatrik; i samband med pensioneringen blev hon professor emerita vid universitetet. Hon har varit en återkommande föreläsare och bland annat talat om tonårsgraviditeter.
Elders har synts på TV (Penn & Teller: Bullshit!), i samband med debatter kring avhållsamhet. Hon ser sexualundervisning som endast förespråkar avhållsamhet som ren barnmisshandel och har diskuterat sina åsikter om sexualundervisning för tonåringar, onani och preventivmedel. 2009 deltog hon i University of Minnesotas etablerande av USA:s första professur i ämnet undervisning i sexuell hälsa. Hon intervjuades 2013 i TV-dokumentären How to Lose Your Virginity.
15 oktober 2010 uttalade hon stöd för legalisering av cannabis i USA.

## Erkännande
Avgången och dess orsaker ledde den San Francisco-baserade butiksrörelsen Good Vibrations till att året efter utropa 7 maj till den nationella onanidagen (som senare utökats till en hel månad). En samling av Elders' yrkesrelaterade dokument finns arkiverade i National Library of Medicine i Bethesda i Maryland.
Philander Smith College, där Elders' studerat, etablerade 2015 The Dr. Joycelyn Elders School of Allied and Public Health. Året efter valdes Elders in i Arkansas Women's Hall of Fame.